# Escudo de Jamaica
El escudo de armas de Jamaica fue otorgado por mandato real del monarca británico en 1661 (entonces Jamaica era una colonia británica) y fue parcialmente modificado en 1957. El diseño original del escudo jamaicano fue realizado por William Sandcroft, cuando era arzobispo de Canterbury. 
En el escudo figuran, en un campo de plata una cruz de gules con los brazos del mismo tamaño cargada con cinco piñas de oro, una en el centro del escudo y el resto en cada brazo de la cruz. Sostienen el escudo dos figuras (tenantes en terminología heráldica) que representan a una mujer taína y a un varón arahuaco. Timbra un yelmo de oro con burelete de plata y gules y lambrequín de oro y plata surmontado por una cimera que representa al cocodrilo jamaicano. 
En la parte inferior del escudo de armas, figura una cinta cargada con letras de sable en la que figura el lema (en inglés) “Out of Many, One People” ("De muchos, un pueblo”). En la versión original figuraba el lema en lengua latina: "Indus Uterque Serviet Uni", “Ambas Indias (Indias Orientales y Occidentales) servirán unidas”.

## Cambios en el escudo de armas

Escudo de armas de Jamaica entre 1875 – 1906
Escudo de armas de Jamaica desde 1906 al 8 de abril de 1957
Escudo de armas de Jamaica entre el 8 de abril de 1957 – 13 de julio de 1962
Escudo de armas de Jamaica desde el 13 de julio al 6 de agosto de 1962